# 220年代
220年代（にひゃくにじゅうねんだい）は、西暦（ユリウス暦）220年から229年までの10年間を指す十年紀。